# 我楽多宗
我楽多宗（がらくたしゅう）とは	東京において三田平凡寺によって結成された大正から昭和初期にかけて存続した収集趣味家たちによる交遊会の名称。

## 概要
我楽多宗を提唱したのは	三田林蔵で、1908年11月に自ら第一番趣味山平凡寺と号して自宅の屋根裏を本山として開山した。翌1909年に自らが開祖となり、「我楽多宗」を開創、その後、大正時代初期になって三田平凡寺、鎮目桃泉、白井天津、斎藤昌三、小澤一蛙が趣味の五山を作ろうと計画していた。そして、平凡寺は1919年6月6日に平凡寺天井裏を本山本堂として八名が平凡寺考案の宝印を捺して一堂に会したのが第一回であり、この時は10ヶ寺の会員が集まったたうえ、「我楽他宗」という表記を使用し始め、それぞれが寺号を雅号として使用した。後に参加希望者が続々増えたので結局33ヶ寺とし、その他は末寺とすることにした。一番は平凡寺、二番は松平侯、三番は桃泉、五番は相対寺の斎藤という顔ぶれで始まり、絵馬、土俗玩具、干支玩具その他の収集趣味の同好者が参加。翌1920年には斎藤、宮崎線外、田中緑紅、稲垣豆人、さらにアメリカ人民俗学者フレデリック・スタールなども会員となって25ヶ寺に増加、また、河村目呂二、沢田例外、岡本染八、須知峡風、小西一四三などが集う賑々しい集団をつくった。やがて、西国三十三カ所霊場札所にちなんで会員数も33名となり、会費33銭の月例会を開催、各種の趣味品交換などを行った。我楽他宗は外国人、女性にも寛容であったため、同じ時期に日本で活躍していた男性中心の他の蒐集家のグループとは全く一線を画していた。前述のスタールは我楽他宗の外国人メンバーとして最も著名であり、彼の他にインド人陶芸家グルチャラン・シング、ジャーナリストでインドの革命家ケショ・ラム・サバルワル、ポーランドの芸術家ステファン・ルビエンスキー、チェコ・フランス・アメリカに縁を持つ建築家のアントニン・レーモンドなどが参加している。なお、ルビエンスキーの妻ジナ・ルビエンスキーや、レーモンドの妻ノエミ・レーモンドも参加した。当初の正会員は33名であったが、会員資格はオープンで入会や脱退も全く自由であったため、メンバーの誰かが脱退するたび、「宗友」の輪にいた誰かに会員資格が与えられていった。また、同年8月、機関誌『趣味と平凡』を創刊している。しかし、会員はその後、少し道楽に過ぎる部分があったため、斎藤が去ると、桃泉も去るなど、平凡寺と意見が合わなくなった者が脱退したりして、度々、入れ替わることもあった。また、『趣味と平凡』は1926年6月までに26号が発行され、1930年に27号が発行された。ほかに1940年まで『我楽他宗寶』という通信新聞を発行していた。後には盛岡・前橋・京都・奈良・大阪・堺・神戸・大連などに地域支部（別院）も生まれている。
『我楽他宗寶』が途絶した正確な時期は不明であるが、1940年7月15日付けの第276号がみられる。同年の10月には大政翼賛会が結成されて日本全体が戦時体制となりつつあり、「遊び」は禁じられて「教養」は不要不急なものとして追いやられていった。
以下に関東大震災後の1924年現在の会員名及び収集品を示す。（1925年刊行の『鳩笛』第5号に記載があるののは25ヶ寺。）

## 会員

### 1924年の会員名
- 第一番 趣味山平凡寺 三田林蔵 何でも
- 第二番 北越山文殊寺 松平康荘 小形木魚
- 第三番 木兎山凡能寺 広瀬理一 耳木兎
- 第四番 与太山玩狐寺 有坂与太郎 狐
- 第五番 玩雪山狗仏寺 高橋敬吉 犬
- 第六番 平凡山観陶寺 藤浪銀蔵 桃
- 第七番 笑門山福来寺 杉山由之助 大黒
- 第八番 章魚山珍斎寺 本間栄次郎 蛸
- 第九番 鳩々山癪損寺 松本松石 鳩
- 第十番 石流山葉沈寺 伊藤佳都 達磨
- 第十一番 航寶山船舶寺 三田村富次郎 船
- 第十二番 昇陽山鴉歓寺 陽貞吉 鴉
- 第十三番 鷲龍山獅子梵刹 ヂシシング 鷲・龍・獅子
- 第十四番 久護山卜鯰寺 小西石蔵 鯰
- 第十五番 九美山女弄寺 河村目呂二 猫
- 第十六番 万法山帰一寺 山内繁雄 遺伝学習資料
- 第十七番 黄島庵囀春女 森うた子 蟹
- 第十八番 桂玩庵猫快女 河村すの子 猫
- 第十九番 常春庵利廼家 恋猫庵 ※1920年当時
- 第二十番 十徳山竜駒寺 板愈良 富士山に関する物
- 第二十一番 松寿山祥湖寺 鈴木祥湖 鈴
- 第二十二番 横臥山夜歓寺 陽咸二 支那の物一切
- 第二十三番 暢機山悟楽寺 鈴木佐吉 虎
- 第二十四番 白金庵紅玉女 有坂改子 狐
- 第二十五番 於祝山猿戯寺 藤浪米太郎 猿
- 第二十六番 万年山桃源寺 田中源吉 亀
- 第二十七番 老山不宝来寺 高崎実 鶴と亀
- 第二十八番 奉捻山漫作寺 大竹昌春
- 第二十九番 雅俗山倶楽寺 黒岩日出雄 商店封緘
- 第三十番 面茶山誓三寺 森青山
- 斎三十一番 寿多有山趣味梵刹 スタール
- 第三十二番 夢香山童楽寺 吉田永光 雛
- 第三十三番 天禄山蛙宝寺 小沢一蛙 蛙

## 影響
東京における我楽多宗の動きに呼応して、大阪には浪華道楽宗という集まりが生まれ、そこから浪華娯美会が結成されたほか、神戸には東都我楽他（多）神戸別院が生まれ、第一番札所の逸凡山卍珠寺（藤川政次郎）が牛に関する物を収集、以下、我楽多宗同様の寺号会を結成して収集趣味運動を推進していった。